# Hoplobatrachus occipitalis
Hoplobatrachus occipitalis  o rana toro coronada es una especie de anfibio anuro de la familia Dicroglossidae.
Se encuentra en Argelia, Angola, Benín, Burkina Faso, Burundi, Camerún, República Centroafricana, Chad, República del Congo, República Democrática del Congo, Costa de Marfil, Guinea Ecuatorial, Etiopía, Gabón, Gambia , Ghana, Guinea, Guinea-Bissau, Kenia, Liberia, sur de Libia, Malí, sur de Mauritania, Marruecos, Níger, Nigeria, Ruanda, Senegal, Sierra Leona, Sudán, Tanzania, Togo, Uganda, sudeste del Sáhara Occidental y Zambia.